# Multibody system
Il sistema multicorpo prevede lo studio del comportamento dinamico di corpi rigidi o flessibili interconnessi.
Ogni corpo può subire traslazioni e rotazioni.

## Equazioni del moto
Le equazioni del moto sono utilizzare per descrivere il comportamento dinamico di un sistema multicorpo. Tipicamente sono derivate dall'equazione di Newton Eulero o tramite un approccio Lagrangiano. L'approccio Lagrangiano prevede di descrivere il corpo rigido tramite la lagrangiana somma di energia cinetica e potenziale. I vincoli vengono inclusi mediante il vettore dei moltiplicatori e lo Jacobiano delle equazioni di vincoli.
{\displaystyle L=T-V}
{\displaystyle L^{*}=L-\lambda \Psi =T-V-\lambda \Psi }
Quindi minimizzandone il contributo si arriva ad un sistema di equazioni.
{\displaystyle {\frac {d}{dt}}\left({\frac {\partial L^{*}}{\partial {\dot {q}}_{j}}}\right)-{\frac {\partial L^{*}}{\partial q_{j}}}=0}
Ovvero:
{\displaystyle {\begin{aligned}&{[M]\{{\ddot {q}}\}+\left[\Psi _{q}\right]^{T}\{\lambda \}=\left\{F_{e}\right\}}\\&\{\Psi \}=\{0\}\end{aligned}}}
| Controllo di autorità | LCCN (EN) sh2012004742 |